# Cá mái chèo
Cá mái chèo (tên dịch từ tiếng Anh) hoặc cá đai vua (tên đặt trong từ điển theo tên Latin) (danh pháp hai phần: Regalecus glesne) là một loài cá thuộc họ Regalecidae. Nó là loài phân bố toàn cầu, bao gồm vùng cực.
Cá mái chèo là loài cá xương dài nhất. Hình dạng của nó như sợi ruy băng, hẹp chiều ngang, với vây lưng dọc theo toàn bộ chiều dài của nó, vây ngực lùn mập, vây chậu hình chèo dài. Màu sắc của nó là màu bạc với những mảng đen và vây của nó có màu đỏ.
Đặc tính vật lý và chế độ bơi nhấp nhô đã dẫn đến suy đoán rằng nó có thể là nguồn gốc của nhiều "con rắn biển" được nhìn thấy.

## Hành vi

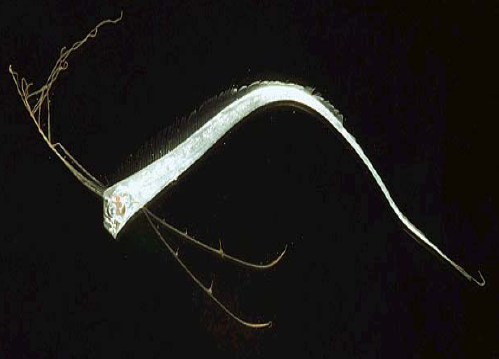
R. glesne chưa trưởng thành

Ít thông tin về hành vi của cá mái chèo. Nó đã được quan sát bơi bằng vây lưng của nó, và cũng có thể bơi trong một vị trí thẳng đứng. Nó ăn nhuyễn thể và giáp xác nhỏ khác, cũng như các loài cá nhỏ và mực ống.
Được biết, nó đẻ trứng từ tháng bảy đến tháng mười hai. Những quả trứng lớn 2,5 mm, và nổi gần bề mặt cho đến khi nở. Ấu trùng của nó cũng được quan sát thấy gần bề mặt trong mùa này. Khi trưởng thành nó được cho là đơn độc.